# Litauen i olympiska sommarspelen 2008
Litauen i olympiska sommarspelen 2008 bestod av hela 71 idrottare som blivit uttagna av Litauens olympiska kommitté.

## Badminton
- Huvudartikel: Badminton vid olympiska sommarspelen 2008
- Herrar

| Namn              | Gren   | 32-delsfinal                               | 16-delsfinal                               | 8-delsfinal                               | Kvartsfinal      | Semifinal        | Final            | Final    |
| Namn              | Gren   | Resultat                                   | Resultat                                   | Resultat                                  | Resultat         | Resultat         | Resultat         | Plats    |
| ----------------- | ------ | ------------------------------------------ | ------------------------------------------ | ----------------------------------------- | ---------------- | ---------------- | ---------------- | -------- |
| Kęstutis Navickas | Singel | Pablo Abian (ESP) W 2-1 (23-21,12-21,21-9) | Stanislav Pukhov (RUS) W 2-0 (21-12,21-17) | (2) Chong Wei Lee (MAS) L 0-2 (5-21,7-21) | Gick inte vidare | Gick inte vidare | Gick inte vidare | Sista 16 |

- Damer

| Namn                | Gren   | 32-delsfinal | 16-delsfinal                               | 8-delsfinal      | Kvartsfinal      | Semifinal        | Final            | Final    |
| Namn                | Gren   | Resultat     | Resultat                                   | Resultat         | Resultat         | Resultat         | Resultat         | Plats    |
| ------------------- | ------ | ------------ | ------------------------------------------ | ---------------- | ---------------- | ---------------- | ---------------- | -------- |
| Akvilė Stapušaitytė | Singel |              | (6) Tine Rasmussen (DEN) L 0-2 (6-21,8-21) | Gick inte vidare | Gick inte vidare | Gick inte vidare | Gick inte vidare | Sista 32 |

## Basketboll
- Huvudartikel: Basketboll vid olympiska sommarspelen 2008

| Lag        | V | F | PF  | PA  | PDiff | Poäng |
| ---------- | - | - | --- | --- | ----- | ----- |
| Litauen    | 4 | 1 | 425 | 400 | +25   | 9     |
| Argentina  | 4 | 1 | 425 | 361 | +64   | 9     |
| Kroatien   | 3 | 2 | 399 | 380 | +19   | 8     |
| Australien | 3 | 2 | 457 | 405 | +52   | 8     |
| Ryssland   | 1 | 4 | 387 | 406 | -19   | 6     |
| Iran       | 0 | 5 | 323 | 464 | -141  | 5     |

| 2008-08-10 |          |           |
| Litauen    | 79 – 75  | Argentina |
| 2008-08-12 |          |           |
| Iran       | 67 – 99  | Litauen   |
| 2008-08-14 |          |           |
| Litauen    | 86 – 79  | Ryssland  |
| 2008-08-16 |          |           |
| Kroatien   | 73 – 86  | Litauen   |
| 2008-08-18 |          |           |
| Australien | 106 – 75 | Litauen   |

|  | Kvartsfinal | Kvartsfinal | Kvartsfinal |         |         | Semifinal | Semifinal | Semifinal |            |            | Final      | Final      | Final |
|  |             |             |             |         |         |           |           |           |            |            |            |            |       |
|  | A2          | Argentina   | 80          |         |         |           |           |           |            |            |            |            |       |
|  | B3          | Grekland    | 78          |         |         |           |           |           |            |            |            |            |       |
|  | B3          | Grekland    | 78          |         | A2      | Argentina | 81        |           |            |            |            |            |       |
|  |             |             |             |         | A2      | Argentina | 81        |           |            |            |            |            |       |
|  |             | B1          | USA         | 101     |         |           |           |           |            |            |            |            |       |
|  | B1          | B1          | USA         | 101     | USA     | 116       |           |           |            |            |            |            |       |
|  | B1          |             |             |         | USA     | 116       |           |           |            |            |            |            |       |
|  | A4          | Australien  | 85          |         |         |           |           |           |            |            |            |            |       |
|  |             |             |             |         |         |           |           |           |            |            | B1         | USA        | 118   |
|  |             |             | B2          | Spanien | 107     |           |           |           |            |            |            |            |       |
|  | B2          | Spanien     | 72          |         |         |           |           |           |            |            |            |            |       |
|  | A3          | Kroatien    | 59          |         |         |           |           |           |            |            |            |            |       |
|  | A3          | Kroatien    | 59          |         | B2      | Spanien   | 91        |           | Bronsmatch | Bronsmatch | Bronsmatch | Bronsmatch |       |
|  |             |             |             |         | B2      | Spanien   | 91        |           | Bronsmatch | Bronsmatch | Bronsmatch | Bronsmatch |       |
|  |             | A1          | Litauen     | 86      |         |           |           |           |            |            |            |            |       |
|  | A1          | A1          | Litauen     | 86      | Litauen | 94        |           | A2        | Argentina  | 87         |            |            |       |
|  | A1          |             |             |         | Litauen | 94        |           | A2        | Argentina  | 87         |            |            |       |
|  | B4          | Kina        | 68          |         |         |           |           |           |            |            | A1         | Litauen    | 75    |

## Bordtennis
- Huvudartikel: Bordtennis vid olympiska sommarspelen 2008
- Singel, damer

| Idrottare         | Gren   | Grundomgång                | Omgång 1                | Omgång 2                   | Omgång 3             | Omgång 4             | Kvartsfinal          | Semifinal            | Final                |
| Idrottare         | Gren   | Motståndare Resultat       | Motståndare Resultat    | Motståndare Resultat       | Motståndare Resultat | Motståndare Resultat | Motståndare Resultat | Motståndare Resultat | Motståndare Resultat |
| ----------------- | ------ | -------------------------- | ----------------------- | -------------------------- | -------------------- | -------------------- | -------------------- | -------------------- | -------------------- |
| Rūta Paškauskienė | Singel | Mariany Nonaka (BRA) W 4-0 | Yong Kim Mi (PRK) W 4-3 | Krisztina Tóth (HUN) L 3-4 | Gick inte vidare     | Gick inte vidare     | Gick inte vidare     | Gick inte vidare     | Gick inte vidare     |

## Boxning
- Huvudartikel: Boxning vid olympiska sommarspelen 2008

| Tävlande              | Viktklass       | Sextondelsfinal         | Åttondelsfinal         | Kvartsfinal          | Semifinal            | Final                |     |
| Tävlande              | Viktklass       | Motståndare Resultat    | Motståndare Resultat   | Motståndare Resultat | Motståndare Resultat | Motståndare Resultat |     |
| --------------------- | --------------- | ----------------------- | ---------------------- | -------------------- | -------------------- | -------------------- | --- |
| Egidijus Kavaliauskas | Lätt weltervikt | Vastine (FRA) L 2-13    | Gick inte vidare       | Gick inte vidare     | Gick inte vidare     | Gick inte vidare     | N/A |
| Daugirdas Semiotas    | Lätt tungvikt   | Sjynalijev (KAZ) L 3-11 | Gick inte vidare       | Gick inte vidare     | Gick inte vidare     | Gick inte vidare     | N/A |
| Jaroslavas Jakšto     | Supertungvikt   |                         | Ohwarieme (NGR) W 11-1 | Price (GBR) L RSC    | Gick inte vidare     | Gick inte vidare     | 5   |

## Brottning
- Huvudartikel: Brottning vid olympiska sommarspelen 2008

| Tävlande                 | Gren                           | Kvalifikation                 | 1/8 Final                     | Kvartsfinal               | Semifinal            | Återkval 1           | Återkval 2                      | Final                           | Placering        |    |
| Tävlande                 | Gren                           | Motståndare Resultat          | Motståndare Resultat          | Motståndare Resultat      | Motståndare Resultat | Motståndare Resultat | Motståndare Resultat            | Motståndare Resultat            | Placering        |    |
| ------------------------ | ------------------------------ | ----------------------------- | ----------------------------- | ------------------------- | -------------------- | -------------------- | ------------------------------- | ------------------------------- | ---------------- | -- |
| Aleksandras Kazakevičius | Grekisk-romersk, lättvikt      | Michail Siamjonau (BLR) L 2:2 | Gick inte vidare              | Gick inte vidare          | Gick inte vidare     | Gick inte vidare     | Gick inte vidare                | Gick inte vidare                | Gick inte vidare | 15 |
| Valdemaras Venckaitis    | Grekisk-romersk, weltervikt    |                               | Sixto Barrera (PER) L 3:4     | Gick inte vidare          | Gick inte vidare     | Gick inte vidare     | Gick inte vidare                | Gick inte vidare                | Gick inte vidare | 14 |
| Mindaugas Ežerskis       | Grekisk-romersk, tungvikt      | Ghasem Rezaei (IRI) W "4":3   | Aslanbek Chusjtov (RUS) L 0:9 | Gick inte vidare          | Gick inte vidare     | Gick inte vidare     | Aset Mambetov (KAZ) L 4:5       | Gick inte vidare                | Gick inte vidare | 7  |
| Mindaugas Mizgaitis      | Grekisk-romersk, supertungvikt |                               | Riza Kayaalp (TUR) W 4:2      | Khasan Baroev (RUS) L 1:5 | Gick inte vidare     |                      | Masoud Hashem Zadeh (IRI) W 4:3 | Yannick Szczepaniak (FRA) W 4:2 |                  |    |

## Cykling
- Huvudartikel: Cykling vid olympiska sommarspelen 2008

### Landsväg
Herrar
| Cyklist             | Gren      | Poäng              | Placering |
| ------------------- | --------- | ------------------ | --------- |
| Dainius Kairelis    | Linjelopp | 6h 39' 42 (+15:53) | 74        |
| Ignatas Konovalovas | Linjelopp | 6h 26' 17 (+2:28)  | 29        |

Damer
| Cyklist                | Gren      | Poäng             | Placering |
| ---------------------- | --------- | ----------------- | --------- |
| Edita Pučinskaitė      | Linjelopp | 3h 32' 45 (+0:21) | 9         |
| Edita Pučinskaitė      | Tempolopp | 38:55.37          | 23        |
| Jolanta Polikevičiūtė  | Linjelopp | 3h 32' 45 (+0:21) | 12        |
| Modesta Vžesniauskaitė | Linjelopp | 3h 33' 17 (+0:53) | 27        |

### Bana
Sprint
| Cyklist            | Gren            | Kvalificering         | Kvalificering | 1/8-final                                 | 1/8-final (uppsamling)                                                     | Kvartsfinal                                    | Semifinal                 | Finaler (5-12:e plats)    | Finaler (5-12:e plats) |
| Cyklist            | Gren            | Tid Hastighet         | Placering     | Motståndare Tid Hastighet                 | Motståndare Tid Hastighet                                                  | Motståndare Tid Hastighet                      | Motståndare Tid Hastighet | Motståndare Tid Hastighet | Placering              |
| ------------------ | --------------- | --------------------- | ------------- | ----------------------------------------- | -------------------------------------------------------------------------- | ---------------------------------------------- | ------------------------- | ------------------------- | ---------------------- |
| Simona Krupeckaitė | Damernas sprint | 11.222s (64.159 km/h) | 5 Q           | Jennie Reed (USA) 11.955s (60.255 km/h) L | Svetlana Grankovskaja (RUS) Yvonne Hijgenaar (NED) 12.123s (59.391 km/h) Q | Victoria Pendelton (GBR) 11.672s (61.686 km/h) | Gick inte vidare          | Gick inte vidare          | 8                      |

Förföljelse
| Cyklist              | Gren                 | Kvalifikation | Kvalifikation | 1:a omgången     | 1:a omgången     | Final            | Final     |
| Cyklist              | Gren                 | Tid           | Placering     | Motståndare Tid  | Placering        | Motståndare Tid  | Placering |
| -------------------- | -------------------- | ------------- | ------------- | ---------------- | ---------------- | ---------------- | --------- |
| Svetlana Pauliukaitė | Damernas förföljelse | 3:45.691      | 12            | Gick inte vidare | Gick inte vidare | Gick inte vidare | 12        |
| Vilija Sereikaitė    | Damernas förföljelse | 3:36.063      | 6             | 3:36.808         | 2                | Gick inte vidare | 6         |

Poänglopp
| Cyklist              | Gren               | Poäng | Placering |
| -------------------- | ------------------ | ----- | --------- |
| Svetlana Pauliukaitė | Damernas poänglopp | 2p    | 12        |

## Friidrott
- Huvudartikel: Friidrott vid olympiska sommarspelen 2008

Förkortningar
- Noteringar – Placeringarna avser endast löparens eget heat
- Q = Kvalificerad till nästa omgång
- q = Kvalificerade sig till nästa omgång som den snabbaste idrottaren eller, i fältgrenarna, via placering utan att uppnå kvalgränsen.
- NR = Nationellt rekord
- N/A = Omgången ingick inte i grenen
- Bye = Idrottaren behövde inte delta i denna omgång

Herrar
Bana och landsväg
| Idrottare         | Gren       | Heat     | Heat      | Semifinal       | Semifinal       | Final           | Final           |
| Idrottare         | Gren       | Resultat | Placering | Resultat        | Placering       | Resultat        | Placering       |
| ----------------- | ---------- | -------- | --------- | --------------- | --------------- | --------------- | --------------- |
| Vitalij Kozlov    | 800 m      | 1:48.96  | 6         | Did not advance | Did not advance | Did not advance | Did not advance |
| Darius Škarnulis  | 50 km gång | i.u.     | i.u.      | i.u.            | i.u.            | DSQ             | DSQ             |
| Donatas Škarnulis | 50 km gång | i.u.     | i.u.      | i.u.            | i.u.            | DNF             | DNF             |
| Tadas Šuškevičius | 50 km gång | i.u.     | i.u.      | i.u.            | i.u.            | 4:02:45         | 32              |
| Marius Žiūkas     | 20 km gång | i.u.     | i.u.      | i.u.            | i.u.            | 1:25.36         | 35              |

Fältgrenar
| Idrottare         | Gren           | Kval    | Kval      | Final   | Final     |
| Idrottare         | Gren           | Distans | Placering | Distans | Placering |
| ----------------- | -------------- | ------- | --------- | ------- | --------- |
| Virgilijus Alekna | Diskuskastning | 65.84   | 2 Q       | 67.79   | 3         |

Damer
Bana & landsväg
| Idrottare            | Gren           | Heat       | Heat      | Kvartsfinal | Kvartsfinal | Semifinal | Semifinal | Final            | Final            |
| Idrottare            | Gren           | Resultat   | Placering | Resultat    | Placering   | Resultat  | Placering | Resultat         | Placering        |
| -------------------- | -------------- | ---------- | --------- | ----------- | ----------- | --------- | --------- | ---------------- | ---------------- |
| Eglė Balčiūnaitė     | 800 m          | 2:00.15    | 4 q       | i.u.        | i.u.        | 2:02.59   | 7         | Gick inte vidare | Gick inte vidare |
| Živilė Balčiūnaitė   | Maraton        | i.u.       | i.u.      | i.u.        | i.u.        | i.u.      | i.u.      | 2:29.33          | 12               |
| Rasa Drazdauskaitė   | Maraton        | i.u.       | i.u.      | i.u.        | i.u.        | i.u.      | i.u.      | 2:35.09          | 37               |
| Lina Grinčikaitė     | 100 m          | 11.43      | 3 Q       | 11.33       | 2 Q         | 11.50     | 6         | Gick inte vidare | Gick inte vidare |
| Sonata Milušauskaitė | 20 km gång     | i.u.       | i.u.      | i.u.        | i.u.        | i.u.      | i.u.      | 1:30:26          | 16               |
| Kristina Saltanovič  | 20 km gång     | i.u.       | i.u.      | i.u.        | i.u.        | i.u.      | i.u.      | 1:31:03          | 19               |
| Rasa Troup           | 3 000 m hinder | 9:30.21 NR | 8         | i.u.        | i.u.        | i.u.      | i.u.      | Gick inte vidare | Gick inte vidare |

Fältgrenar
| Idrottare          | Gren           | Kval  | Kval      | Final            | Final            |
| Idrottare          | Gren           | Längd | Placering | Längd            | Placering        |
| ------------------ | -------------- | ----- | --------- | ---------------- | ---------------- |
| Zinaida Sendriūtė  | Diskuskastning | 54.81 | 33        | Gick inte vidare | Gick inte vidare |
| Inga Stasiulionytė | Spjutkastning  | 55.66 | 32        | Gick inte vidare | Gick inte vidare |
| Karina Vnukova     | Höjdhopp       | 1.85  | 23        | Gick inte vidare | Gick inte vidare |

Kombinerade grenar – Sjukamp
| Mångkampare         | Gren     | 100H  | HJ   | SP    | 200 m | LJ | JT  | 800 m | Final | Placering |
| ------------------- | -------- | ----- | ---- | ----- | ----- | -- | --- | ----- | ----- | --------- |
| Austra Skujytė      | Resultat | 14.46 | 1.77 | 17.02 | 25.40 | NM | DNS | —     | DNF   | DNF       |
| Austra Skujytė      | Poäng    | 914   | 941  | 997   | 850   | 0  | 0   | —     | DNF   | DNF       |
| Viktorija Žemaitytė | Resultat | 14.44 | 1.74 | 14.01 | 25.06 | NM | DNS | —     | DNF   | DNF       |
| Viktorija Žemaitytė | Poäng    | 917   | 903  | 795   | 881   | 0  | 0   | —     | DNF   | DNF       |

## Gymnastik
- Huvudartikel: Gymnastik vid olympiska sommarspelen 2008

### Artistisk gymnastik
Damer
| Gymnast           | Gren     | Kval    | Kval    | Kval    | Kval    | Kval   | Kval      | Final            | Final            | Final            | Final            | Final            | Final            |
| Gymnast           | Gren     | Redskap | Redskap | Redskap | Redskap | Totalt | Placering | Redskap          | Redskap          | Redskap          | Redskap          | Totalt           | Placering        |
| Gymnast           | Gren     | F       | V       | UB      | BB      | Totalt | Placering | F                | V                | UB               | BB               | Totalt           | Placering        |
| ----------------- | -------- | ------- | ------- | ------- | ------- | ------ | --------- | ---------------- | ---------------- | ---------------- | ---------------- | ---------------- | ---------------- |
| Jelena Zanevskaya | Mångkamp | 13.350  | 13.875  | 13.350  | 13.375  | 53.950 | 54        | Gick inte vidare | Gick inte vidare | Gick inte vidare | Gick inte vidare | Gick inte vidare | Gick inte vidare |

## Judo
Herrar
| Idrottare     | Gren                    | Inledande omgång     | Sextondelsfinal          | Åttondelsfinal       | Kvartsfinal          | Semifinal            | Återkval 1           | Återkval 2           | Återkval 3           | Final / BM           | Final / BM       |
| Idrottare     | Gren                    | Motståndare Resultat | Motståndare Resultat     | Motståndare Resultat | Motståndare Resultat | Motståndare Resultat | Motståndare Resultat | Motståndare Resultat | Motståndare Resultat | Motståndare Resultat | Placering        |
| ------------- | ----------------------- | -------------------- | ------------------------ | -------------------- | -------------------- | -------------------- | -------------------- | -------------------- | -------------------- | -------------------- | ---------------- |
| Albert Techov | Extra lättvikt (-60 kg) | BYE                  | Guédez (VEN) L 0000–1000 | Gick inte vidare     | Gick inte vidare     | Gick inte vidare     | Gick inte vidare     | Gick inte vidare     | Gick inte vidare     | Gick inte vidare     | Gick inte vidare |

## Kanotsport
Sprint
| Kanotist                           | Gren                | Heat     | Heat      | Semifinal | Semifinal | Final            | Final            |
| Kanotist                           | Gren                | Tid      | Placering | Tid       | Placering | Tid              | Placering        |
| ---------------------------------- | ------------------- | -------- | --------- | --------- | --------- | ---------------- | ---------------- |
| Tomas Gadeikis Raimundas Labuckas  | Herrarnas C-2 500 m | 1:42.803 | 4 QS      | 1:43.299  | 4         | Gick inte vidare | Gick inte vidare |
| Egidijus Balčiūnas Alvydas Duonėla | Herrarnas K-2 500 m | 1:31.232 | 5 QS      | 1:32.887  | 5         | Gick inte vidare | Gick inte vidare |

## Modern femkamp
| Idrottare              | Gren   | Skytte (10 meter luftpistol) | Skytte (10 meter luftpistol) | Skytte (10 meter luftpistol) | Fäktning (värja) | Fäktning (värja) | Fäktning (värja) | Simning (200 m frisim) | Simning (200 m frisim) | Simning (200 m frisim) | Ridsport (hästhoppning) | Ridsport (hästhoppning) | Ridsport (hästhoppning) | Löpning (3000 m) | Löpning (3000 m) | Löpning (3000 m) | Totalpoäng | Slutpoäng |
| Idrottare              | Gren   | Poäng                        | Placering                    | MF-poäng                     | Resultat         | Placering        | MF-poäng         | Tid                    | Placering              | MF-poäng               | Straff                  | Placering               | MF-poäng                | Tid              | Placering        | MF-poäng         | Totalpoäng | Slutpoäng |
| ---------------------- | ------ | ---------------------------- | ---------------------------- | ---------------------------- | ---------------- | ---------------- | ---------------- | ---------------------- | ---------------------- | ---------------------- | ----------------------- | ----------------------- | ----------------------- | ---------------- | ---------------- | ---------------- | ---------- | --------- |
| Edvinas Krungolcas     | Herrar | 185                          | 7                            | 1156                         | 21–14            | 5                | 904              | 2:07,63                | 23                     | 1272                   | 56                      | 4                       | 1144                    | 9:42,65          | 25               | 1072             | 5548       | 2         |
| Andrejus Zadneprovskis | Herrar | 182                          | 17                           | 1120                         | 15–20            | 24               | 760              | 2:02,27                | 5                      | 1336                   | 28                      | 2                       | 1168                    | 9:25,00          | 13               | 1140             | 5524       | 3         |
| Laura Asadauskaitė     | Damer  | 175                          | 25                           | 1036                         | 12–23            | =31              | 688              | 2:21,76                | 22                     | 1220                   | 0                       | 2                       | 1200                    | 10:18,95         | 4                | 1248             | 5392       | 15        |
| Donata Rimšaitė        | Damer  | 175                          | 24                           | 1036                         | 17–18            | =18              | 808              | 2:20,57                | 21                     | 1236                   | 112                     | 22                      | 1088                    | 10:13,76         | 3                | 1268             | 5436       | 13        |

## Rodd
Herrar
| Idrottare           | Gren          | Heat    | Heat      | Kvartsfinal | Kvartsfinal | Semifinal | Semifinal | Final    | Final     | Final |
| Idrottare           | Gren          | Tid     | Placering | Tid         | Placering   | Tid       | Placering | Tid      | Placering |       |
| ------------------- | ------------- | ------- | --------- | ----------- | ----------- | --------- | --------- | -------- | --------- | ----- |
| Mindaugas Griškonis | Singelsculler | 7:28,05 | 2 QF      | 6:54,47     | 2 SA/B      | 7:20,32   | 6 FB      | 7:09,323 | 8         |       |

## Segling
Damer
| Seglare                | Gren         | Lopp | Lopp | Lopp | Lopp | Lopp | Lopp | Lopp | Lopp | Lopp | Lopp | Lopp | Summerad poäng | Finalplacering |
| Seglare                | Gren         | 1    | 2    | 3    | 4    | 5    | 6    | 7    | 8    | 9    | 10   | M*   | Summerad poäng | Finalplacering |
| ---------------------- | ------------ | ---- | ---- | ---- | ---- | ---- | ---- | ---- | ---- | ---- | ---- | ---- | -------------- | -------------- |
| Gintarė Volungevičiūtė | Laser radial | 3    | 13   | 8    | 1    | 1    | 4    | 21   | 6    | 4    | CAN  | 2    | 42             | 2              |

M = Medaljlopp; EL = Eliminerad – gick inte vidare till medaljloppet;

## Simning
- Huvudartikel: Simning vid olympiska sommarspelen 2008

## Simhopp
- Huvudartikel: Simhopp vid olympiska sommarspelen 2008

## Skytte
- Huvudartikel: Skytte vid olympiska sommarspelen 2008

## Softboll
- Huvudartikel: Softboll vid olympiska sommarspelen 2008

## Taekwondo
- Huvudartikel: Taekwondo vid olympiska sommarspelen 2008

## Tennis
- Huvudartikel: Tennis vid olympiska sommarspelen 2008

## Triathlon
- Huvudartikel: Triathlon vid olympiska sommarspelen 2008

## Tyngdlyftning
- Huvudartikel: Tyngdlyftning vid olympiska sommarspelen 2008

## Vattenpolo
- Huvudartikel: Vattenpolo vid olympiska sommarspelen 2008

## Volleyboll
- Huvudartikel: Volleyboll vid olympiska sommarspelen 2008